# Заболотна Наталя Михайлівна
Наталя Михайлівна Заболотна (19 серпня 1980, місто Вінниця) — українська діячка, 1-й заступник голови Вінницької обласної державної адміністрації (з 25 червня 2024 року фактично очолює Вінницьку обласну державну адміністрацію).

## Життєпис
У серпні 2000 — травні 2001 року — керівник танцювального гуртка Вінницької середньої загальноосвітньої  школи І-ІІІ ступенів № 32. У вересні 2001 — травні 2002 року — керівник танцювального гуртка Вінницької середньої загальноосвітньої  школи І-ІІІ ступенів № 32.                            
У 2002 році закінчила Вінницький державний педагогічний університет імені Михайла Коцюбинського, за фахом вчитель початкових класів і англійської мови в початкових класах.
У липні 2002 — вересні 2003 року — головний спеціаліст відділу по роботі з молоддю управління у справах сім’ї та молоді Вінницької облдержадміністрації. У вересні 2003 — серпні 2005 року — начальник відділу по роботі з молоддю управління у справах сім’ї та молоді Вінницької облдержадміністрації. У серпні 2005 — квітні 2006 року — головний спеціаліст відділу у справах сім’ї, дітей та молоді управління у справах молоді та спорту Вінницької облдержадміністрації. У квітні 2006 — березні 2007 року — головний спеціаліст відділу у справах сім’ї, дітей та молоді управління у справах сім’ї, молоді та спорту Вінницької облдержадміністрації. У березні 2007 — березні 2008 року — заступник начальника відділу у справах сім’ї, дітей та молоді управління у справах сім’ї, молоді та спорту Вінницької облдержадміністрації. У квітні 2008 — липні 2009 року — завідувач сектору роботи з молоддю відділу молодіжної та гендерної політики управління у справах сім’ї та молоді  Вінницької облдержадміністрації.
У липні 2009 — серпні 2014 року — начальник відділу молодіжної та гендерної політики управління у справах сім’ї та молоді Вінницької облдержадміністрації.
У 2011 році закінчила Одеський регіональний інститут державного управління НАДУ при Президентові України, за фахом — магістр державного управління.
У серпні 2014 року — заступник начальника управління у справах сім’ї та молоді Вінницької облдержадміністрації. У серпні 2014 — листопаді 2015 року — заступник начальника управління у справах сім’ї, молоді та спорту Вінницької облдержадміністрації.
У листопаді 2015 — грудні 2019 року — директор Департаменту соціальної та молодіжної політики Вінницької облдержадміністрації.
У грудні 2019 — серпні 2020 року — заступник голови Вінницької обласної державної адміністрації.
З серпня 2020 року — 1-й заступник голови Вінницької обласної державної адміністрації.
З 25 червня 2024 року фактично виконує обов'язки очільника Вінницької обласної державної адміністрації, після звільнення з посади Сергія Борзова.
Депутат Вінницької обласної ради 8-го скликання від політичної партії «Слуга народу». Заступник голови постійної комісії обласної Ради з питань економіки, фінансів та бюджету.
Заслужений працівник соціальної сфери України (2021). Нагороджена Почесною грамотою Кабінету Міністрів України (2017), орденом княгині Ольги III ступеня (2024).
Одружена, виховує доньку.